# Tampák
Tampák, též rybník Cecima, je rybník nacházející se na potoce Cecima (dříve také Jiříkovský potok) na východě města Blovice v okrese Plzeň-jih. Je pojmenován podle předsedy MěNV Václava Tampy, který tehdy zaniklý rybník za svého působení obnovil. Pod hrází se nachází židovský hřbitov.

## Historie
Již v 16. století byl na místě dnešního Tampáku rybník, který obklopovalo několik stavení. Po hrázi tehdejšího rybníka vedla cesta ze Štítova na hradišťský zámek. Do roku 1735 rybník vlastnilo město Blovice, které ho však za 1300 zlatých prodalo Vilému Albrechtu z Kolovrat. V roce 1776 se zde stala zajímavá historka, která je zaznamenána a uložena v archivu. Tehdy nakoupili dva řezníci z Chomutova asi 30 prasat a hnali je (výše zmíněnou) cestou. Jedno z prasat však zaběhlo do rybníka a oba řezníci se ho snažili zachránit, ale nakonec se oba utopili. Jejich těla byla poté uložena do kaple sv. Markéty, která stála na náměstí. V prvním vojenském mapování z roku 1764 je zde rybník znázorněn ve stejném tvaru a rozloze, jako v současnosti. Mezi lety 1813 a 1834 se hráz rybníka protrhla a rybník zanikl.

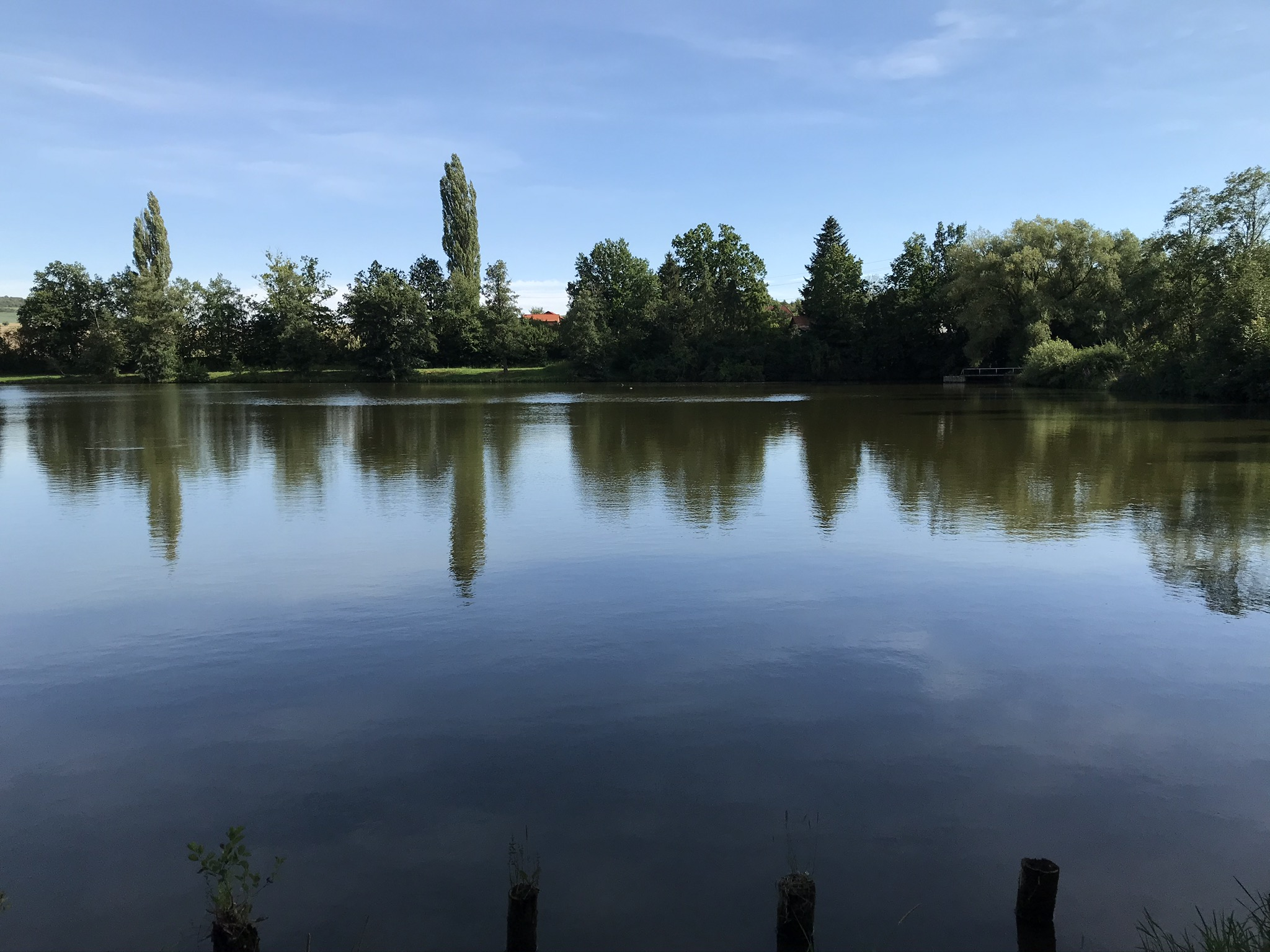
Pohled na rybník z jihozápadu

V roce 1938 se v městském zastupitelstvu diskutovalo o vybudování umělého koupaliště právě na místě bývalého rybníka, přičemž hlavním iniciátorem byl František Raušar. Druhá světová válka tyto plány zničila, i když ještě v průběhu píše plzeňská krajská buňka Národního souručenství ostrou prosbu městu Blovice, aby se koupaliště vybudovalo.
V 50. letech došlo na dně bývalého rybníka k vybudování provizorní střelnice pro myslivce a svazarmovce, přičemž v roce 1955 se hovořilo o výstavbě střelnice plnohodnotné. K tomu však nedošlo, protože v letech 1960 až 1962 byl rybník v rámci Akce Z obnoven; použilo se mimo jiné kamene z lesů u nedalekých Nechanic. Železobetonová hráz má délku 19 metrů a je vysoká metrů pět. Slavnostní dokončení stavby proběhlo 15. září 1962 o 17 hodině; dle dobových zdrojů se jednalo o spontánní akci občanů, tudíž všichni byli v pracovním oblečení a ušpinění po dokončovacích pracích. Hlavní projev měl předseda MěNV Václav Tampa, po kterém dostal také rybník své jméno. Dle kroniky bylo při stavbě spotřebováno 36 tun cementu, 166 tun kamene, 151 m3 štěrkopísku, 45 m3 štěrku a drti, 4,5 tuny armatury a 9 m3 dřeva a bylo potřeba přemístit na 20 000 m3 zeminy.